# Nepheronia argia
Nepheronia argia is een vlindersoort uit de familie van de Pieridae (witjes), onderfamilie Pierinae.
Nepheronia argia werd in 1775 beschreven door Fabricius.